# Wieża zegarowa w Leicesterze
Wieża zegarowa w Leicesterze – wieża zegarowa wybudowana w 1868 roku w centrum miasta Leicester w Wielkiej Brytanii. Wieża jest z granitu, natomiast umieszczone na niej posągi z wapienia portlandzkiego.
Wieża zegarowa znajduje się w centrum miasta między pięcioma ulicami: Church Gate, Haymarket Street, Humberstone Gate, Gallowtree Gate oraz East Gates. Stanowi punkt orientacyjny oraz miejsce spotkań zarówno mieszkańców, jak i przyjezdnych.
Na wieży są cztery rzeźby postaci związanych z historią miasta Leicester: Simona de Montforta, Williama Wyggestona, Thomas A. White i Gabriela Newtona.
Wysokość wieży wynosi około 12 metrów.

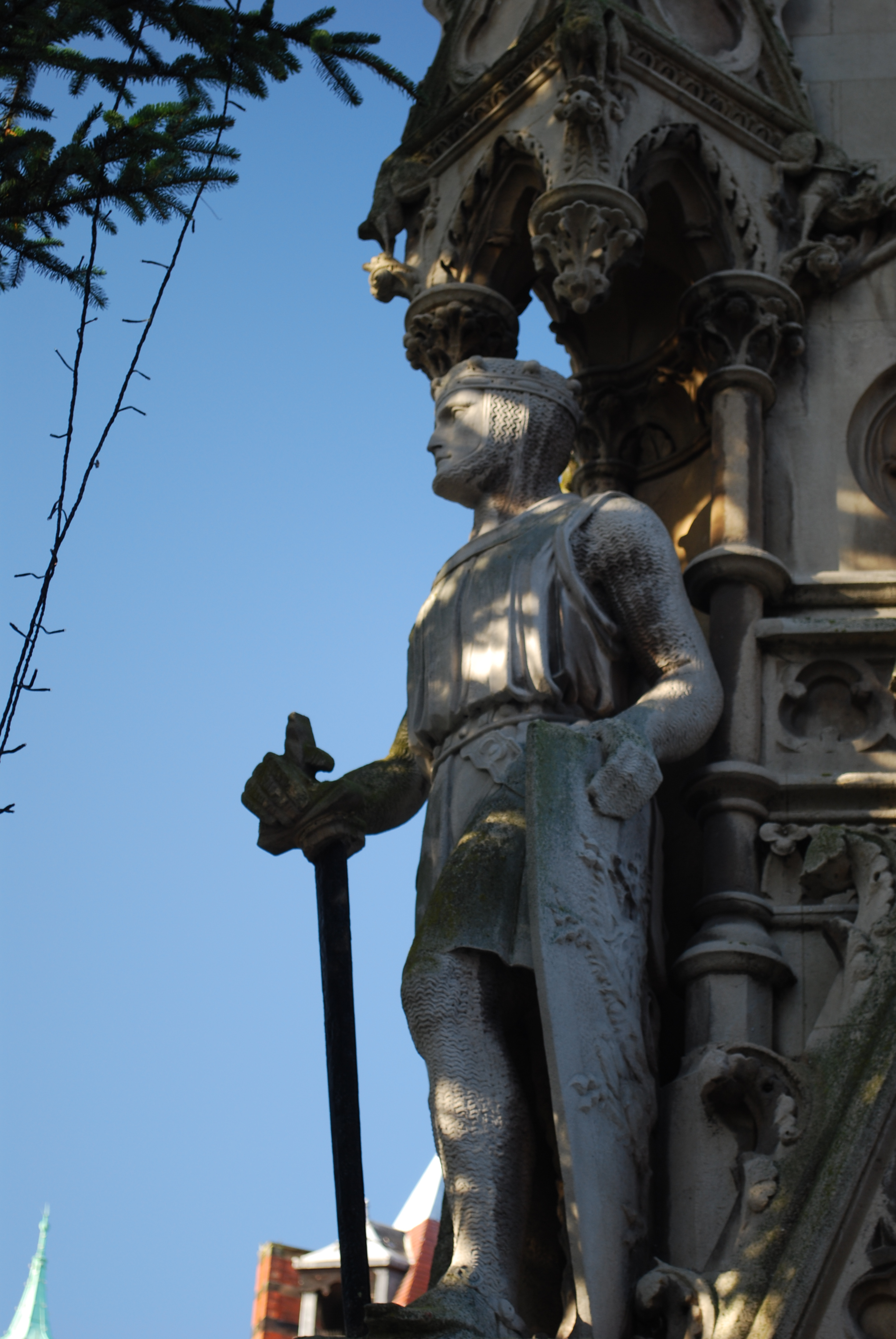
Simon de Montfort
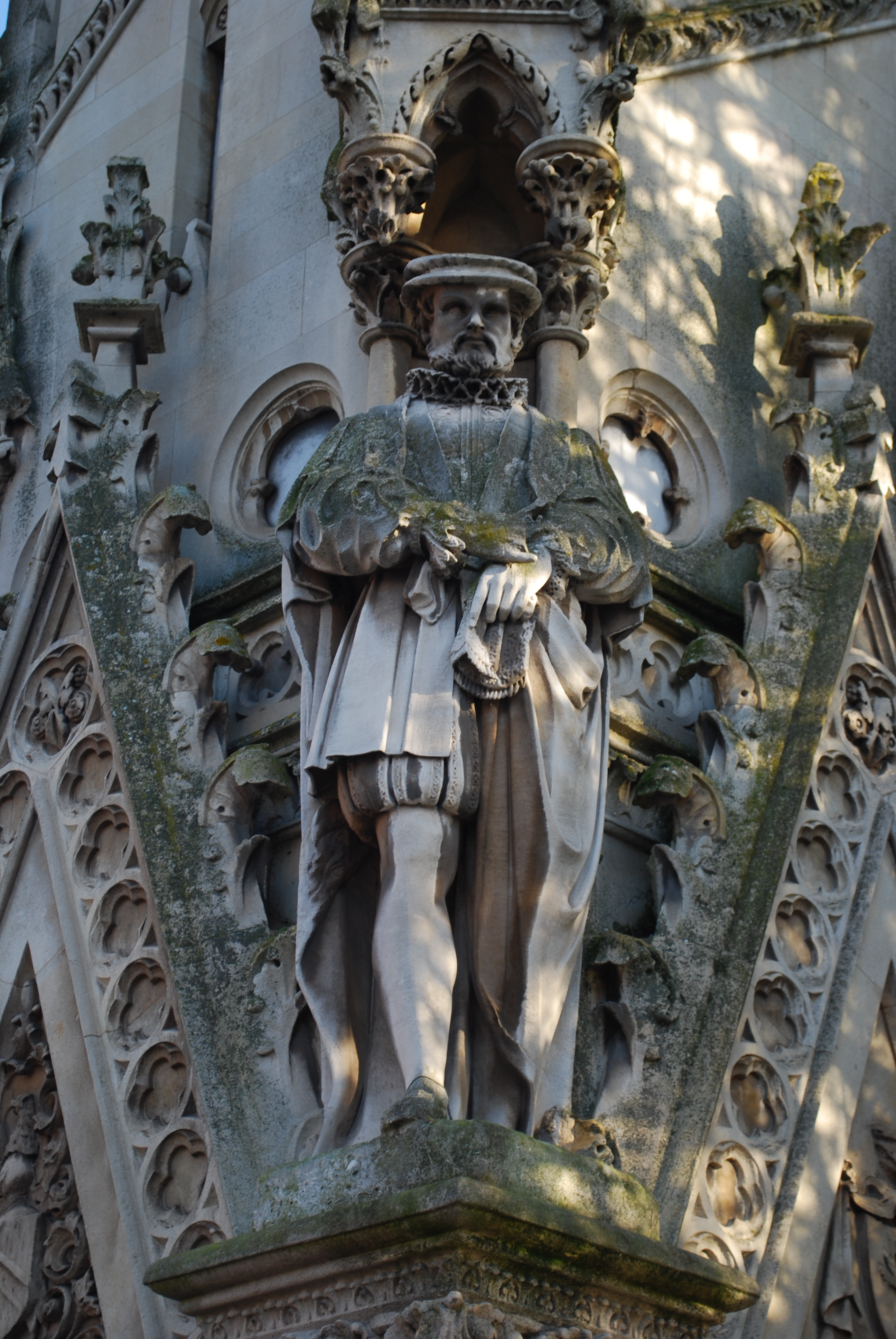
William Wigston
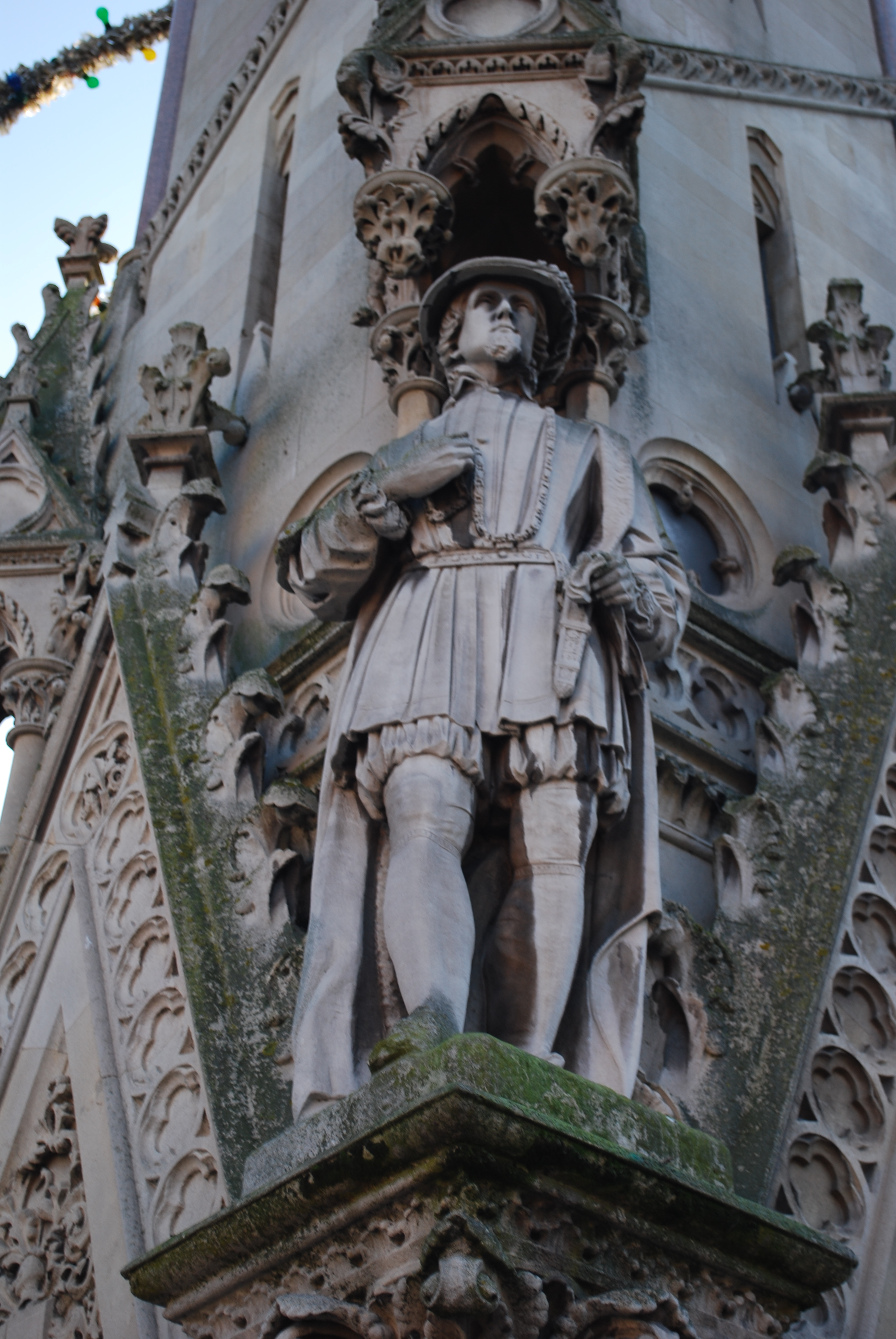
Thomas White
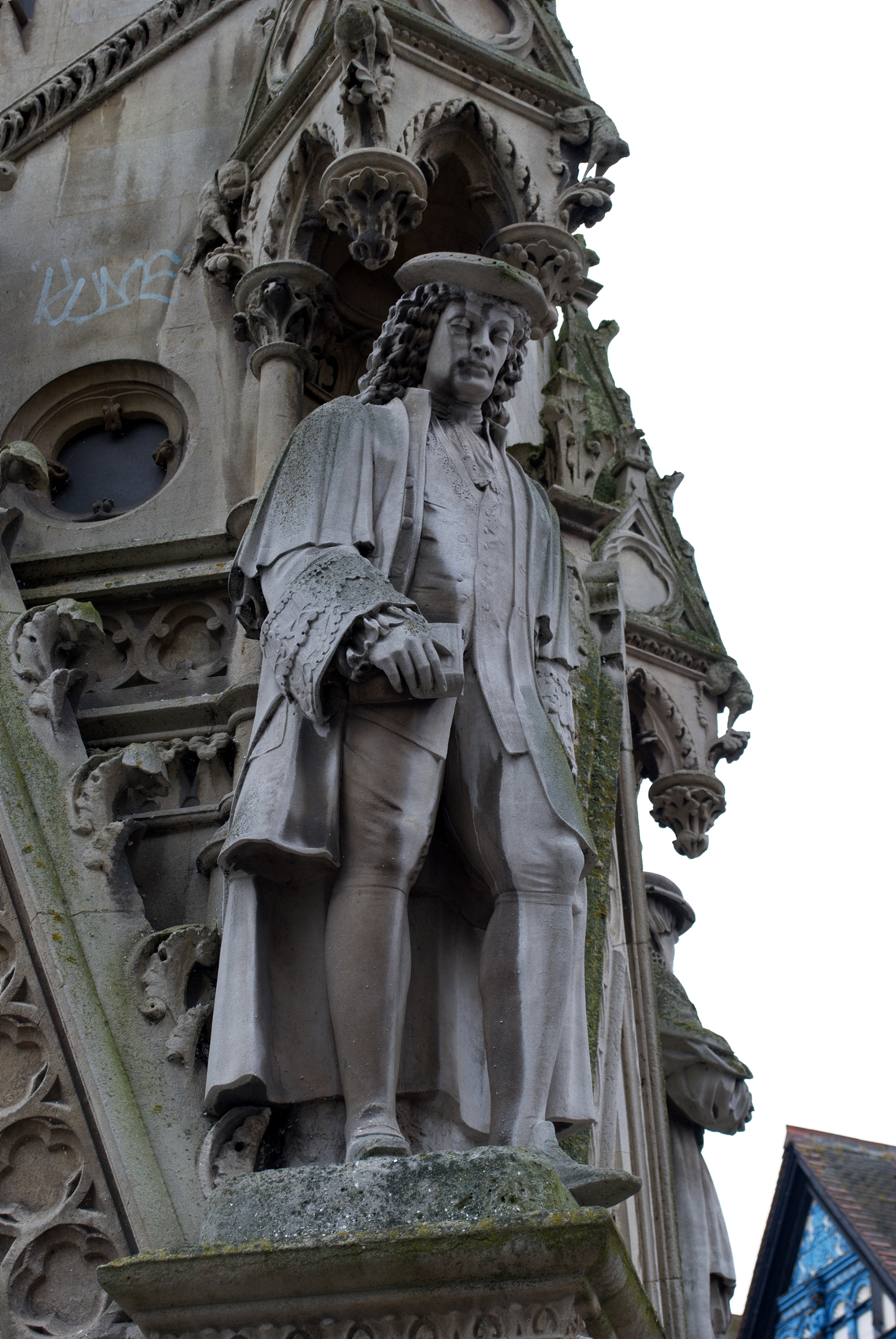
Gabriel Newton